# Michał Stanisław Kczewski
Michał Stanisław Kczewski herbu Lewart odmienny – pisarz ziemski malborski w latach 1711–1733, podczaszy inflancki w latach 1696–1703.
Poseł województwa malborskiego na sejm konwokacyjny 1696 roku. Po zerwanym sejmie konwokacyjnym 1696 roku przystąpił 28 września 1696 roku do konfederacji generalnej